# Gabino Coria Peñaloza
Gabino Coria Peñaloza (La Paz, 19 febbraio 1881 – Chilecito, 31 ottobre 1975) è stato un poeta, scrittore, paroliere e giornalista argentino.
In campo letterario, pubblicò tra l'altro le raccolte poetiche Cantares, La Canción de Mis Canciones e El Profeta Indio.
In campo musicale collaborò con il compositore Juan de Dios Filiberto e fu autore dei testi di tanghi famosi quali Caminito (il brano che ha dato il nome alla celebre via de La Boca a Buenos Aires) e El Pañuelito.
Fu inoltre il fondatore, insieme a Julios Díaz Usandivaras, della rivista letteraria Nativa.

## Opere (lista parziale)

### Raccolte poetiche[1]
- Cantares (1939)
- La Canción de Mis Canciones (1939)
- El Profeta Indio

### Brani musicali[1]
- El Pañuelito (1920)
- Caminito
- La Cartita
- El Besito
- El Ramito
- La Vuelta de Rocha
- La Tacuarita
- Margaritas